# ثقافة نيوزيلندا

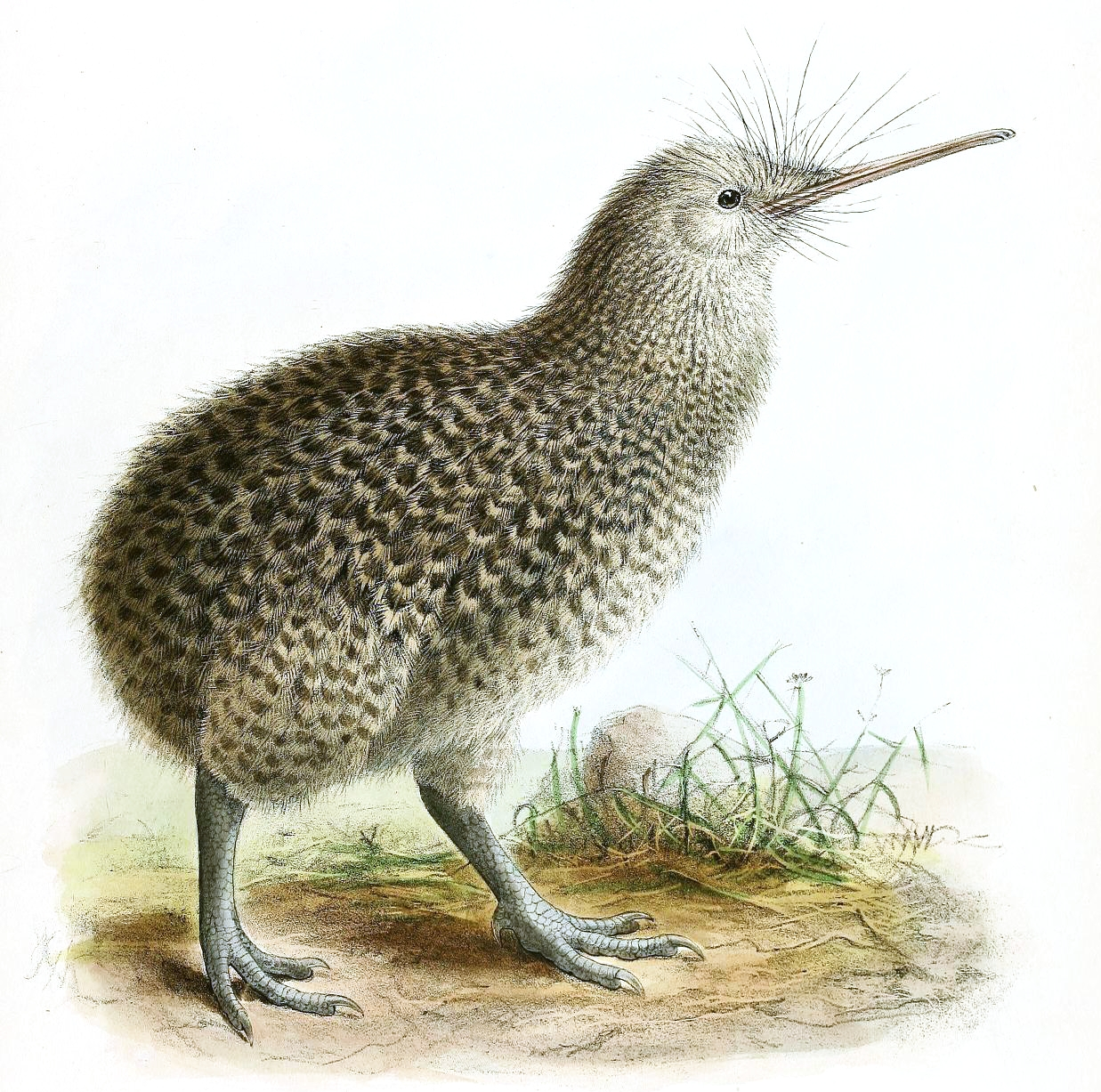
غدا طائر الكيوي أيقونة نيوزيلندية

ثقافة نيوزيلندا في الأصل ثقافة غربية متأثرة في البيئة الفريدة من نوعها والعزل الجغرافي لجُزرها، والمدخلات الثقافية لشعب الماوري الأصلي والموجات متعددة الأعراق للهجرة والتي جاءت بعد الاستعمار البريطاني لنيوزيلندا.
وصل المستكشفون البولينيزيون الجزيرة بين عامي 1250 و1300. على مر القرون لتوسع البولينيزيون واستقرارهم، تطورت ثقافة الماوري من جذورها البولينيزية. أنشأ الماوري قبائل منفصلة، وبنوا قرى محصنة، ومارسوا الصيد والاصطياد وتبادل السلع والزراعة المتقدمة والفنون والأسلحة وحافظوا على تاريخ شفهي مفصل. بدأ التواصل الأوروبي المنتظم سنة 1800، وتسارعت الهجرة البريطانية، وبالأخص من عام 1855. كان للمستعمرين تأثير خاص على الماوري، حيث أتوا بدين المسيحية والتكنولوجيا المتقدمة واللغة الإنكليزية ومحو الأمية والحساب. في سنة 1840، وقّع رؤساء الماوري على معاهدة وايتانغي، التي تهدف إلى تمكين القبائل العيش في سلام مع المستعمرين. على أي حال، بعد العديد من الحوادث، اندلعت الحروب النيوزيلندية عام 1845، حيث عانت الماوري من خسارة أرضها معظمها من خلال المصادرات، لكن أغلبها من خلال مبيعات الأراضي واسعة النطاق. حافظ الماوري على هوياتهم، واختاروا في الغالب العيش بشكل منفصل عن المستعمرين مع استمرار التحدث والكتابة بلغتهم. مع الهجرة الجماعية من بريطانيا، وازدياد معدلات الوفيات للماوري وانخفاض متوسط عمر النساء الماوريات، انخفض عدد السكان بين عامي 1850 و1930، ليصبحوا أٌقلية.
حافظ النيوزلنديون الأوروبيون (باكيها)، على الرغم من موقعهم البعيد عن أوروبا، على ثقافتهم القوية المرتبطة بـ «الأم إنجلترا». ضعفت هذه الروابط بسبب زوال الإمبراطورية البريطانية وخسارة الوصول الخاص لأسواق اللحوم ومنتجات الألبان البريطانية. بدأ الـ باكيها بصياغة هويات مختلفة ومتأثرة بتاريخهم الرائد، ونمط الحياة الريفية والبيئة الفريدة لنيوزيلندا. أصبحت ثقافة باكيها بعد الحروب منتشرة، لكن بعد جهود سياسية مستمرة، أصبحت الثنائية الثقافية ومعاهدة وايتانغي جزءًا من المنهج الدراسي في أواخر القرن العشرين، لتعزيز التعاون بين الماوري وباكيها.
في الآونة الأخيرة، توسعت الثقافة النيوزلندية بسبب العولمة والهجرة من جزر المحيط الهادئ وشرق آسيا وجنوب آسيا. برزت ثقافة البولينيزيا غير الماورية، إذ أصبح مهرجان باسيفيكا والذي يعد أكبر مهرجان بولينيزي في العالم، حدثاً سنوياً في أوكلاند.
تحتفل نيوزيلندا بيومين، ذكرى يوم وايتانغي وذكرى يوم أنزاك، وكذلك تحتفل بالعطل خلال الذكرى السنوية لتواريخ تأسيس كل محافظة. يوجد لدى نيوزيلندا نشيدان وطنيان متساويان في الأهمية -«فليحفظ الله الملكة» و«حمى الله نيوزيلندا»- والتي غالبًا ما يتم غناء أبياتِها بالماورية والإنجليزية بالتناوب. يفضل الكثير من المواطنين تقليل التمييز العنصري، وببساطة، يلقبون أنفسهم بالنيوزلنديين أو «الكيويين».

## ثقافة الماوري

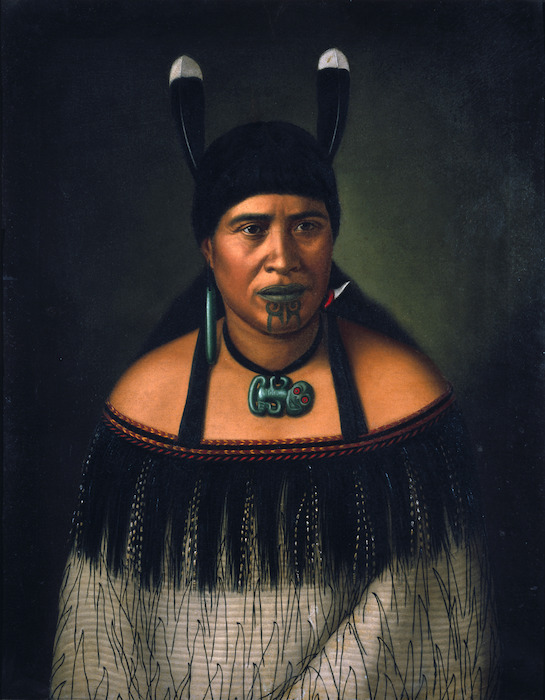
هيناباري: صورة لامرأة من قبيلة نجاتي كاهونغونو وتعزيز ثقافة الماوري في نيوزيلندا

الماوري هم السكان الأصليون لنيوزيلندا. نشؤوا مع مستوطنين من جزر بولينيزيا الشرقية، الذين وصلوا إلى نيوزيلندا في عدة موجات من رحلات القوارب في بعض الأحيان بين عامي 1250 و1300. استقر الماوري في الجزيرة وطوروا ثقافة مميزة على مر المئات من السنين. يروي التاريخ الشفهي الرحلات الطويلة من هاوايكي (الموطن الأسطوري في بولينيزيا الاستوائية) في قوارب كبيرة في محيطات (واكا). الأساطير الماورية هي مجموعة مميزة من الأبطال والآلهة، مع بعض من الزخارف البولينيزية. الشخصيات المهمة هي رانجينوي وباباتانوكو وماوي وكوبي.
من بين أهم الأحداث الثقافية هي الماراي، حيث تجتمع العوائل والقبائل في المناسبات الخاصة مثل باوهيري أو تانغي. في بعض الأحيان، يطلق الماوري على أنفسهم «السكان المحليين»، مع وضع أهمية خاصة لنمط الحياة المرتبطة بالأرض والبحر. يُعد العيش المشترك والتشارك والعيش خارج الأرض تقاليد قوية وقيمة.
يجري التعبير عن القيم والتاريخ والنظرة العالمية من خلال التقاليد الفنية والمهارات مثل رقصة الهاكا التقليدية وتحدي الماوري وتا موكو التي تعني رسم الوشوم، وإياتا وهي أغنية تقليدية للماوري، والنحت والحياكة والبوي. يعني مفهوم التابو (المحرمات أو المقدس) كذلك يعد قوة قوية في ثقافة الماوري، ويطبق على الأشياء والأشخاص أو حتى الجبال.
هاجر الأوروبيون إلى نيوزيلندا بأعداد متزايدة منذ عام 1855. كان للماوريين ميل للحرب تقليديًا، وبالخصوص بين عامي 1805 و1842 خلال حروب المسكيت والأمراض التي طرأت، والتي زعزعت استقرار التقاليد المجتمعية للماوري. شكلت معاهدة وايتانغي سنة 1840 أساس إقامة الحكم البريطاني على نيوزيلندا. أصبح معظم نيوزيلندا يتمتع بالحكم الذاتي في عام 1852 مع إنشاء البرلمان الخاص بها. كانت أهم الصراعات الجدية بين الماوري والمستعمرين الأوروبيين بين عامي 1863 و1864 والتي أدت إلى مصادرة الأراضي من القبائل المهزومة. على أي حال، باعَ معظم الماوري أراضيهم بعد عام 1870 واستمروا في ذلك حتى سنة 1980. منذ عام 1820، دخل الماوري فترة طويلة من التدهور الثقافي والعددي. على أي حال، بدأت أعدادهم بالزيادة مجدداً في أواخر القرن التاسع عشر وبدأ إحياء الثقافة عام 1960، عُرف في بعض الأحيان باسم النهضة الماورية.

## ثقافة باكيها (نيوزيلندا الأوروبية)
ثقافة باكيها (عادة ما تتشابه مع ثقافة نيوزيلندا الأوروبية)، تستمد بشكل أساسي من ثقافة البريطانيين، وبالخصوص المستعمرين الإنجليز الذين استعمروا نيوزيلندا في القرن التاسع عشر. حتى سنة 1950، رأى العديد من الباكيها أنفسهم كأشخاص بريطانيين، وحافظوا على الروابط الثقافية القوية مع (الأم إنجلترا). مع ذلك، كان هناك تصور شائع حول أن الأشخاص المولودين في نيوزيلندا من المرجح أن يكونوا أقوى جسدياً وأكثر قدرة على التكيف من الأشخاص الذين في بريطانيا. أدت الحياة الريفية الكبيرة في نيوزيلندا في وقت قصير إلى انطباع ذهني بكون النيوزلنديين أقوياء البنية، يحلون المشاكل بشكل دؤوب. من السمات المميزة الأخرى التي تمتعت بها ثقافة الباكيها هي تقاليد المساواتية، على العكس من النظام الطبقي البريطاني. من ضمن ثقافة الباكيها، توجد أيضاً ثقافات ثانوية مشتقة من الإيرلنديين والإيطاليين ومجموعات أوروبية أخرى، بالإضافة إلى العديد من الثقافات الفرعية غير العرقية المختلفة.
زُعِم أن الباكيها ليست لديهم ثقافة أو حتى لو كانت لديهم فهي غير مميزة. يكمن جزء من المشكلة في أنه يُخلط بين الثقافة السامية في بعض الأحيان مع الثقافة بشكل عام، إذ يُعد عدم وجود اعتراف تاريخي للفنانين والكُتاب والملحنين في نيوزيلندا دليلاً على قلة الثقافة، على عكس ذلك، فإن ثقافة الباكيها مرئية للغاية وذات قيمة عالية عموماً.
يُجادِل آخرون بأن الإيمان في غياب الثقافة في نيوزيلندا هو إشارة إلى التمييز الأبيض، والذي يسمح لأعضاء المجموعة المهيمنة برؤية ثقافتهم أو «افتراضية» أو «طبيعية»، لا كموقف محدد للتمييز النسبي. كانت أحد أهداف مجموعة باكيها المعادية للعنصرية في سنة 1980 هو تمكين الباكيها من رؤية ثقافتهم على هذا النحو، بدلاً من التفكير بما فعلوه بصفته طبيعياً وبما فعله أشخاص آخرون بصفته عرقياً أو غريباً.
منذ سنة 1980، بدأ الباكيها في استكشافات متقدمة عن تقاليدهم المميزة ليجادلوا بأن نيوزيلندا كانت لديها ثقافة ليست بماورية أو بريطانية. كان هناك اهتمام في الـ «كيويانا»: عناصر من التراث النيوزلندي تُرى على أنها تمثل عناصر الكيوي الشهيرة مثل بوهوتكاوا (شجرة عيد الميلاد النيوزلندية)، القواقع البحرية، صينية الرماد، النحل الطنان، كُتَل الأناناس، الجزمة والصنادل.

## الثقافات العرقية الأخرى
تحتفظ المجتمعات العرقية في نيوزيلندا بسمات ثقافتها، وقد انتشرت في بعض المناطق لتصبح شعبية لدى عامة السكان. أُضيفت مجاميع المستوطنين من ثقافات متعددة إلى تركيبة البلاد، مع تركيز العديد من المجاميع حول بعض المناطق الجغرافية. من بين هؤلاء المستوطنين الدالماسيون في نورثلاند والمستوطنون الدنماركيون في خليج هوكس الداخلي، والمستوطنون من جنوب الصين والمشرق في أوتاجو. أُضيفت هذه المستوطنات إلى مستوطنات الباكيها والتي بنفسها تباينت بين المستوطنين الإنكليز (مثال على ذلك، في كانتربري)، والمستوطنين الإيرلنديين (على سبيل المثال، على إقليم الساحل الغربي) والمستوطنين الإسكتلنديين (على سبيل المثال، في أوتاجو والمنطقة الجنوبية).
منذ منتصف القرن العشرين فصاعداً، دخلت موجات متعددة من المهاجرين إلى المدينة من خلفيات عرقية مختلفة، ومن أبرزها الدنماركيون وأوروبا الوسطى خلال الخمسينيات، وجزر المحيط الهادئ منذ الستينيات، وشمال الصين والهنود وآسيا الجنوبية منذ الثمانينيات. أُضيفت العديد من المفاهيم لكل ثقافة للثقافة النيوزلندية، على سبيل المثال، يتم الاحتفال بالسنة الصينية الجديدة، خصوصاً في أوكلاند ودوندين، ولدى جنوب أوكلاندا روابط ثقافية قوية من ساموا. للاحتفال في ثقافات المحيط الهادئ المتنوعة، تقوم منطقة أوكلاند باستضافة العديد من المهرجانات الخاصة بجزيرة المحيط الهادئ. هناك اثنان من أهم المهرجانات، أولها مهرجان بولي الذي يعرض عروضاً للمجموعات الثقافية للمدارس الثانوية في منطقة أوكلاند، وثانيها باسيفيكا وهو مهرجان يحتفل بتراث جزيرة المحيط الهادئ من خلال الأكلات التقليدية والموسيقا والرقص والترفيه.
يعود نمط الموسيقا الشعبي لأوربان باسيفيكا إلى مجتمع جزيرة المحيط الهادئ في نيوزيلندا، وقد أصبح من أهم فروع الثقافة الموسيقية في نيوزيلندا. وُضعت جوائز موسيقا المحيط الهادئ السنوية تقديراً للمساهمة في الموسيقا النيوزلندية التي قدمها الموسيقيون في جزيرة المحيط الهادئ والأساليب الموسيقية. يجري الاحتفال بتراث جزيرة المحيط الهادئ في العديد من الفنون الراقية في نيوزيلندا، حيث يتأثر الفنانون البارزون مثل فاتو فو، وليلي لايتا، وجون بولي، ويوكي كيهارا، وميشيل تفري بشدة بأصولهم في المحيط الهادئ.

## وصلات خارجية
- وزارة الثقافة والتراث النيوزيلندية
- Kiwi Ingenuity
- Research in New Zealand Performing Arts
- New Zealand Cultural Events and Organisations